# Setagrotis cinereicollis
Setagrotis cinereicollis är en fjärilsart som beskrevs av Augustus Radcliffe Grote 1876. Setagrotis cinereicollis ingår i släktet Setagrotis och familjen nattflyn. Inga underarter finns listade i Catalogue of Life.